# Hezârfen Ahmed Çelebi
Hezârfen Ahmed Çelebi (1609 — 1640), en turc ottoman : هزارفنّ أحمد چلبی, littéralement Ahmed le sage polymathe, est un scientifique ottoman, inventeur, chimiste, astronome, médecin, musicien andalou et poète, considéré par l'explorateur Evliya Çelebi comme l'un des pionniers légendaires de l'aviation et un des premiers hommes à avoir volé.

## Biographie

Trajectoire, distance et altitudes de la Tour de Galata en Europe jusqu'à Üsküdar sur la rive asiatique du Bosphore.

Selon Evliya Çelebi, en 1632, il s'élança de la Tour de Galata de Constantinople et plana jusqu'à Üsküdar, sur la rive asiatique du Bosphore, grâce à des ailes qu'il avait lui-même confectionnées.
Tout d'abord, il s'entraîna en volant huit ou neuf fois au-dessus d'Okmeydani, avec des ailes d'aigle, en utilisant la force du vent. Puis, quand le sultan Murad Khan (Murad IV) regardait depuis la maison Sinan Pasha à Sarayburnu, il vola depuis le haut de la tour Galata, et atterrit sur la place Doğancılar à Üsküdar, avec l'aide du vent du sud-ouest. Alors, Murad Khan lui offrit un sac d'or, et dit: "cet homme est effrayant. Il est capable de faire tout ce qu'il veut. Ce n'est pas bien de garder de telles personnes", et l'envoya en exil en Algérie. Il y est mort.
Hezârfen est exilé en Algérie où il meurt à l'âge de 31 ans.
Evliya Çelebi a également écrit que le frère de Hezârfen, Lagâri Hasan Çelebi, a effectué le premier vol habité avec une fusée et a réussi.

## Topographie du vol
- La Tour de Galata se trouve à 35 m au-dessus du niveau de la mer, et le sommet de sa coupole conique à 62.59 m au-dessus du niveau du sol, soit à 97 m au-dessus du niveau de la mer.
- La place Doğancılar est à environ 12 m au-dessus du niveau de la mer.
- L'amplitude d'élévation entre la tour (décollage) et le lieu de l'atterrissage est donc de 85 m.
- La distance entre la tour et la place est d'environ 3,358 km.

## Possibilité d'une traversée précédente
En 1648, John Wilkins rapporte une narration d'Ogier Ghislain de Busbecq, ambassadeur du Saint Empire à Constantinople en 1554-1562, selon lesquels « un Turc à Constantinople » aurait tenté de voler, un siècle avant l'exploit de Hezârfen Ahmed Çelebi.

## Dans la culture
Un aéroport privé d'Istanbul porte son nom : İstanbul Hezarfen Havaalanı (en).
L'acteur turc Ege Aydan (tr) joue son rôle dans le film Istanbul sous mes ailes.
Le célèbre compositeur Fazıl Say composa une symphonie pour flute Ney qui porte son nom.
Le programme télévisé turc pour enfants Küçük Hezarfen (Petit Hezarfen) traite de l'enfance de Hezârfen Ahmed Çelebi, bien que les événements qui se déroulent dans l'émission soient probablement fictifs et/ou exagérés. Cependant, un thème principal de l'émission est le désir de Hezârfen de construire des ailes qui lui permettent de voler.